# Evelyne Leu
Evelyne Leu (* 7. Juli 1976 in Bottmingen) ist eine ehemalige Schweizer Freestyle-Skisportlerin. Sie war auf die Disziplin Aerials (Springen) spezialisiert. Ihr grösster Erfolg war der Olympiasieg im Jahr 2006.

## Biografie
Leu debütierte am 13. März 1994 im Freestyle-Skiing-Weltcup und erreichte dabei in Hasliberg den 15. Platz. Verletzungsbedingt verpasste sie den Beginn der Saison 1994/95, stiess aber im Februar 1995 erstmals unter die besten zehn vor. Auch in der Saison 1995/96 konnte sie sich steigern, mit einem fünften Platz als bestes Ergebnis. Am 7. Dezember 1996 stand sie als Dritte des Weltcupspringens von Tignes erstmals auf dem Podest. Die Saison 1997/98 verlief im Vergleich dazu eher mittelmässig. Am 8. Januar 1999 feierte sie in Mont Tremblant den ersten Weltcupsieg ihrer Karriere. Bis zum nächsten Podestplatz verging mehr als Jahr.
Nachdem Leu im Januar 2001 zum zweiten Mal ein Weltcupspringen gewonnen hatte, gehörte sie vor der Weltmeisterschaft 2001 zu den Favoritinnen; als Viertplatzierte verpasste sie knapp eine Medaille. Bei den Olympischen Winterspielen 2002 gewann sie überlegen die Qualifikation und stellte mit 203,16 Punkten sogar einen neuen Weltrekord auf. Sie konnte aber in den Finaldurchgängen dem Druck nicht standhalten, stürzte zweimal und fiel auf den elften Platz zurück. Nach der eher durchzogenen Saison 2002/03 gewann Leu zum Saisonabschluss zum dritten Mal. In der Saison 2003/04 stand sie viermal auf dem Podest. Weitere drei Podestplätze, darunter ein Sieg, folgten in der Saison 2004/05. Bei der Weltmeisterschaft 2005 in Ruka gewann sie die Silbermedaille hinter Li Nina.
Ihre erfolgreichste Saison hatte Leu im Winter 2005/06: Mit zwei Siegen und zwei dritten Platz entschied sie die Aerials-Disziplinenwertung im Weltcup für sich. Bei den Olympischen Winterspielen 2006 lag sie nach dem ersten Finaldurchgang auf dem fünften Platz, ihr gelang dann aber mit dem Full-Full-Full (dreifacher Salto mit drei Schrauben) der schwierigste Sprung überhaupt. Diesen Sprung hatte sie zuvor nur im Training gestanden. Dadurch stiess sie an die Spitze vor und wurde schliesslich Olympiasiegerin, da die vier nachfolgenden Konkurrentinnen nicht an ihre Leistung herankamen.
In der Saison 2006/07 gelang Leu ein Weltcupsieg, was zum dritten Platz in der Disziplinenwertung reichte. Bei der Weltmeisterschaft 2007 in Madonna di Campiglio wurde sie Fünfte. Ihre Leistungen im Winter 2007/08 waren unbeständig und reichten von einem 19. Platz bis zu einem weiteren Weltcupsieg zum Saisonabschluss. Ähnlich verlief der Winter 2008/09. Nach dem insgesamt neunten Weltcupsieg ihrer Karriere gehörte sie vor der Weltmeisterschaft 2009 wieder zu den Favoritinnen, sprang aber in Fukushima lediglich auf den 15. Platz.
Leu konnte in der laufenden Saison 2009/10 einen Podestplatz erzielen. Enttäuschend verliefen die Olympischen Winterspiele 2010: Nach einem Sturz in der Qualifikation konnte sie sich nicht für den Final qualifizieren und kam schliesslich auf Platz 16.
Leu wohnt in Bünzen und trainierte im Freestyle-Center JumpIn in Mettmenstetten. Sie ist gelernte Elektromechanikerin. Sie trat im April 2010 vom Leistungssport zurück.

## Erfolge

### Olympische Spiele
- Nagano 1998: 15. Aerials
- Salt Lake City 2002: 11. Aerials
- Turin 2006: 1. Aerials
- Vancouver 2010: 16. Aerials

### Weltmeisterschaften
- Nagano 1997: 14. Aerials
- Hasliberg 1999: 14. Aerials
- Whistler 2001: 4. Aerials
- Deer Valley 2003: 9. Aerials
- Ruka 2005: 2. Aerials
- Madonna di Campiglio 2007: 5. Aerials
- Inawashiro 2009: 15. Aerials

### Weltcupwertungen
- Saison 1998/99: 6. Aerials-Weltcup
- Saison 1999/00: 5. Aerials-Weltcup
- Saison 2003/04: 3. Aerials-Weltcup
- Saison 2004/05: 6. Aerials-Weltcup
- Saison 2005/06: 7. Gesamtweltcup, 1. Aerials-Weltcup
- Saison 2006/07: 7. Gesamtweltcup, 3. Aerials-Weltcup
- Saison 2007/08: 5. Aerials-Weltcup
- Saison 2008/09: 5. Aerials-Weltcup
- Saison 2009/10: 7. Aerials-Weltcup

### Weltcupsiege
Leu errang 20 Podestplätze, davon 8 Siege:
| Datum            | Ort              | Land       |
| ---------------- | ---------------- | ---------- |
| 5. Januar 2001   | Deer Valley      | USA        |
| 2. März 2003     | Špindlerův Mlýn  | Tschechien |
| 19. Februar 2005 | Sauze d’Oulx     | Italien    |
| 8. Januar 2006   | Mount Gabriel    | Kanada     |
| 21. Januar 2006  | Lake Placid      | USA        |
| 12. Januar 2007  | Deer Valley      | USA        |
| 7. März 2008     | Davos            | Schweiz    |
| 6. Februar 2009  | Cypress Mountain | Kanada     |

### Weitere Erfolge
- 9 Schweizer Meistertitel (1995, 2001, 2003–2009)
- 8 Podestplätze im Europacup, davon 5 Siege